# Gouvernement Ravelonarivo
IVe République
Kolo Mahafaly
Le gouvernement Ravelonarivo est le gouvernement malgache du 25 janvier 2015 au 15 avril 2016. 

## Coalition et historique
Le Premier ministre Jean Ravelonarivo est nommé le 14 janvier 2015 et son gouvernement 11 jours après.

## Composition
Voici la composition du gouvernement Ravelonarivo :
| Fonction                                                                                            | Nom                                                        |
| --------------------------------------------------------------------------------------------------- | ---------------------------------------------------------- |
| Ministre d’Etat chargé des Projets Présidentiels, de l’Aménagement du Territoire et de l’Equipement | Rivo Rakotovao                                             |
| Ministre auprès de la Présidence chargé de Mines et du Pétrole                                      | Joéli Valérien Lalaharisaina                               |
| Ministre de la Défense Nationale                                                                    | Général de Corps d’Armée Dominique Jean Olivier Rakotozafy |
| Ministre des Affaires Etrangères                                                                    | Béatrice Attalah                                           |
| Garde des Sceaux, Ministre de la Justice                                                            | Noëline Ramanantenasoa                                     |
| Ministre des Finances et du Budget                                                                  | François Marie Maurice Gervais Rakotoarimanana             |
| Ministre de l’Intérieur et de la Décentralisation                                                   | Solonandrasana Olivier Mahafaly                            |
| Ministre de la Sécurité Publique                                                                    | Inspecteur Général de Police Blaise Richard                |
| Ministre de l’Economie et de la Planification                                                       | Général de Corps d’Armée Herilanto Raveloharison           |
| Ministre de l’Agriculture                                                                           | Rolland Ravatomanga                                        |
| Ministre de la Santé Publique                                                                       | Mamy Lalatiana                                             |
| Ministre de l’Education Nationale                                                                   | Andrianiaina Paul Rabary                                   |
| Ministre de l’Industrie et du Développement du Secteur Privé                                        | Narson Rafidimanana                                        |
| Ministre du Commerce et de la Consommation                                                          | Henri Harilala Rabesahala                                  |
| Ministre des Travaux Publics                                                                        | Iarovana Roland Ratsiraka                                  |
| Ministre de la Fonction Publique, du Travail et des Lois Sociales                                   | Jean de Dieu Maharante                                     |
| Ministre du Tourisme, des Transports et de la Météorologie                                          | Jacques Ulrich Andriatina                                  |
| Ministre de l’Energie et des Hydrocarbures                                                          | Gatien Horace                                              |
| Ministre de l’Enseignement Supérieur et de la Recherche Scientifique                                | Marie Monique Rasoazananera                                |
| Ministre de l’Emploi, de l’Enseignement Technique et de la Formation Professionnelle                | Ramarcel Benjamina Ramanantsoa                             |
| Ministre de l’Environnement, de l’Ecologie, de la Mer et des Forêts                                 | Ralava Beboarimisa                                         |
| Ministre des Ressources Halieutiques et de la Pêche                                                 | Ahmad                                                      |
| Ministre de l’Eau, de l’Assainissement et de l’Hygiène                                              | Bénédicte Johanita Ndahimananjara                          |
| Ministre de l’Elevage                                                                               | Anthelme Ramparany                                         |
| Ministre de la Culture et de l’Artisanat                                                            | Brigitte Rasamoely                                         |
| Ministre des Postes, des Télécommunications et des Nouvelles Technologies                           | André Neypatraiky Rakotomamonjy                            |
| Ministre de la Communication et des relations avec les Institutions                                 | Vonison Andrianjato Razafindambo                           |
| Ministre de la Jeunesse et des Sports                                                               | Jean Anicet Andriamosarisoa                                |
| Ministre de la Population, de la Protection Sociale et de la Promotion de la Femme                  | Onitiana Voahiriniaina Realy                               |
| Secrétaire d’Etat auprès du Ministère de la Défense Nationale chargé de la Gendarmerie              | Général de corps d'armée Didier Gérard Paza                |